# Wilhelm Dahlgren (militär)
Wilhelm Gottlieb Dahlgren, född den 12 november 1892 i Uppsala, död den 15 november 1956 i Solna, var en svensk militär. 
Dahlgren blev underlöjtnant vid fortifikationen 1914 och löjtnant där 1917. Han genomgick Ridskolan 1918 och Artilleri- och ingenjörhögskolans högre kurs 1920. Dahlgren blev kapten vid fortifikationen 1927 och var fortifikationstabsofficer 1931–1934. Han var lärare vid Krigshögskolan 1931–1934 och vid Artilleri- och ingenjörhögskolan 1934–1938. Dahlgren befordrades till överstelöjtnant 1939 och var stabschef vid ingenjörinspektionen 1940–1941. Han var överste och chef för Bodens ingenjörkår 1941–1948 och för Svea ingenjörkår 1948–1953. Dahlgren invaldes som ledamot av Krigsvetenskapsakademien 1937. Han blev riddare av Svärdsorden 1935, kommendör av andra klassen av samma orden 1945 och kommendör av första klassen 1948.